# تنوره

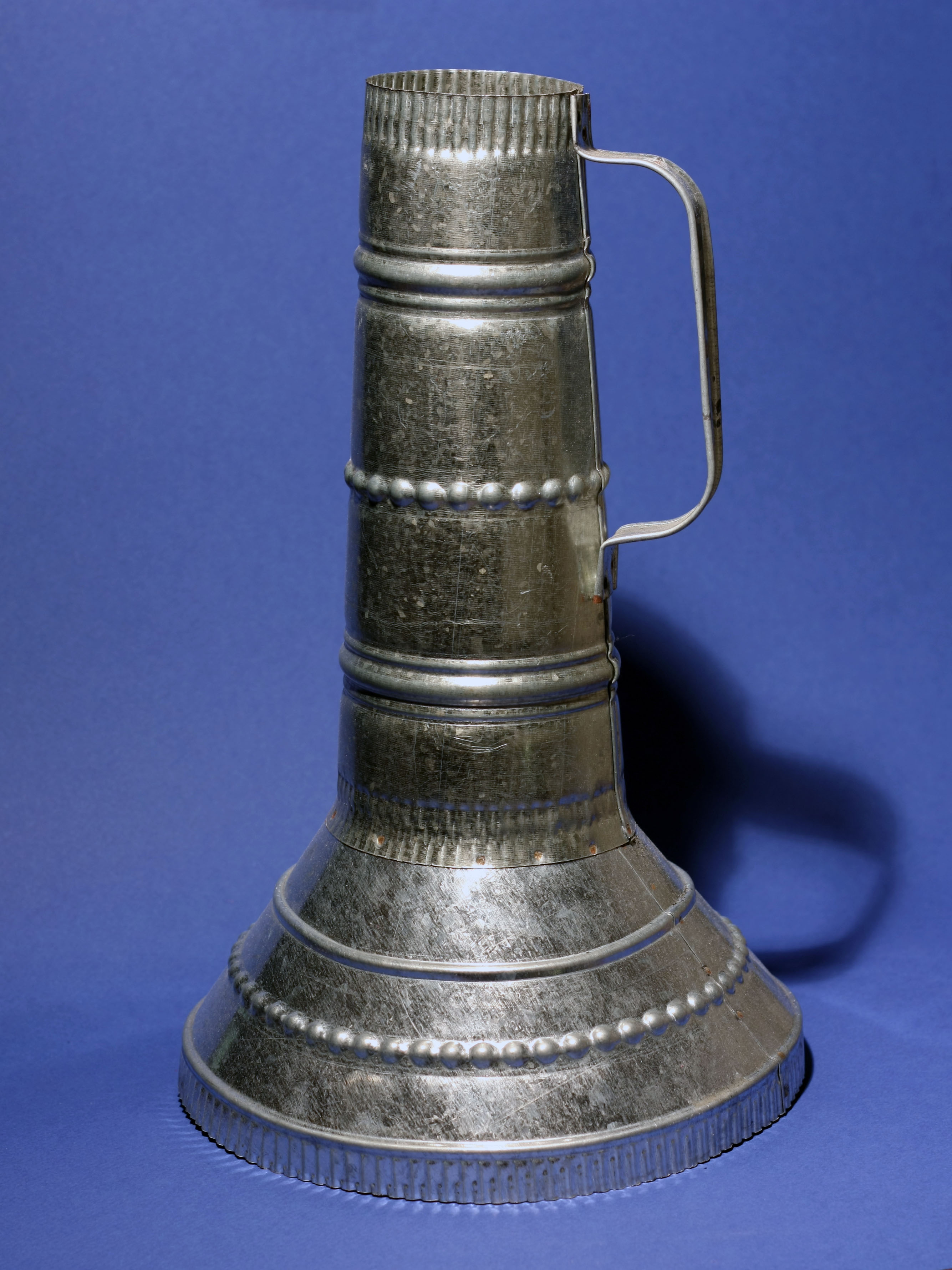
تنوره، محصول صنعت ورق‌کاری ایران

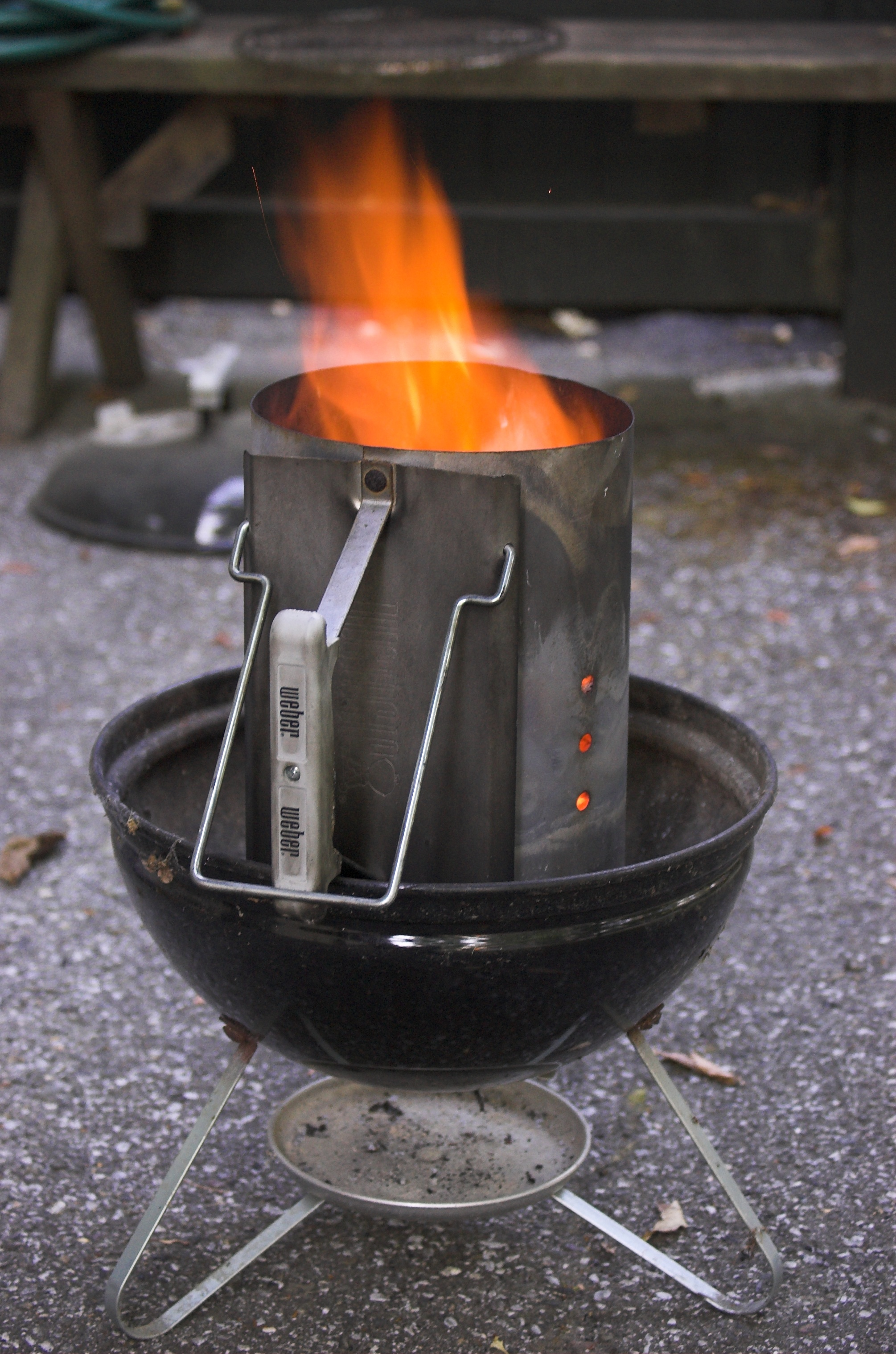
تنوره در حال کار، آمریکا

تنوره ابزار لوله مانندی است که برای تیز کردن آتش، بالای زغال در منقل، سماور یا قلیان می‌گذارند
تنوره با ایجاد یک جریان پایین به بالا، هوا را در زیر زغال‌ها به جریان می‌اندازد و از این روی موجب زودتر افروخته شدن آتش می‌شود.
در ادبیات فارسی نیز این کلمه مورد استفاده قرار گرفته است، از جمله سنایی می‌گوید: 
چون تنوره به زیر این طارم / همه آتش دمان و آتش دم
تنوره‌هایی که در ایران تولید می‌شوند معمولاً محصول صنعت ورق‌کاری هستند.